# Ayorou
Ayorou – miasto w Nigrze, w departamencie Tillabéri. Według danych szacunkowych na rok 2007 liczy 27 370 mieszkańców (dane na podstawie World Gazetteer). 